# Gnonnas Pedro
Gnonnas Pedro (de son vrai nom Gnonnan Sossou Pierre Kouassivi), né le 10 janvier 1943 à Cotonou (Bénin) et mort le 12 août 2004 à Cotonou, est un chanteur de salsa, musicien, compositeur, originaire de la ville de Lokossa dans le département du Mono.

## Biographie[2]
Gnonnan Sossou Pierre Kouassivi, connu sous le nom de scène Gnonnas  A. PedroPedro, était un auteur, compositeur, chanteur, arrangeur originaire de Lokossa du Bénin. Il meurt le jeudi 12 août 2004, au Centre national hospitalier et universitaire Hubert Koutoukou Maga à l'âge de 61 ans des suites d'un cancer de la prostate. Mieux connu comme le chanteur principal d’Africando entre 1995 et sa mort en 2004, Pedro et ses propres groupes, Pedro et Sus Panchos, avant de se reformer sous le nom de Gnonnas Pedro et de son groupe Dadjes, avant de rejoindre le groupe l'ochestre Poly-Rythmo de Cotonou.
En tant que chanteur, auteur-compositeur, instrumentiste et danseur, surtout connu comme salsero, Pedro a adopté de nombreux styles de musique, y compris highlife et juju. On attribue à Pedro une mise à jour du style traditionnel agbadja de sa région d'origine, le « mono » du Sud-Ouest du Bénin, créant ainsi l'agbadja moderne. Son chant dans de nombreuses langues, dont le mina, l'adja, le yoruba, le français, l'anglais et l'espagnol. Pedro a produit la chanson Feso Jaiye, qui est devenue une émission à succès de tous les groupes des Jeux panafricains en 1973.

## Discographie[2]

### Solo
- Dadjes: The Band Of Africa (1975)
- Gnonnas Pedro (Disco Stock, 1979)
- El Cochechivo (Ledoux, 1981)
- Agbadja (Syllart, 1999)
- Irma koi (Syllart, 1999)
- The best of Gnonnas Pedro (2003)

### Avec le groupe Africando
- Gombo Salsa (Stern's Africa STCD1071, 1996)
- Baloba (Stern's Africa STCD1082, 1998)
- Mandali (Stern's Africa STCD1092, 2000), crédité à Africando All Stars, distribué en France sous le nom de Betece
- Live! (Sono CDS8907, double CD, 2001), épuisé
- Martina (Stern's Africa STCD1096, 2003)
- Ketukuba (Stern's Africa STCD1103, 2006), posthume